# Paweł Tarło
Paweł Tarło herbu Topór (zm. w 1565 roku) – duchowny. 
Syn Andrzeja Tarły, chorążego lwowskiego i Katarzyny Mnichowskiej. 
Był kanonikiem krakowskim, potem dziekanem przemyskim i następnie, w latach 1561–1565 - arcybiskupem lwowskim. 
Pochowany w archikatedrze Wniebowzięcia NMP we Lwowie.